# Dioscoreophyllum cumminsii
Dioscoreophyllum cumminsii ((Stapf) Diels, 1910) è una pianta appartenente alla famiglia delle Menispermaceae, originaria dell'Africa tropicale.

## Usi
Se ne ricava un potente dolcificante ricco di proteine chiamato monellina, dalle 3000 alle 5000 volte più dolce del saccarosio.
Il frutto è una drupa.